# Soldier Hollow

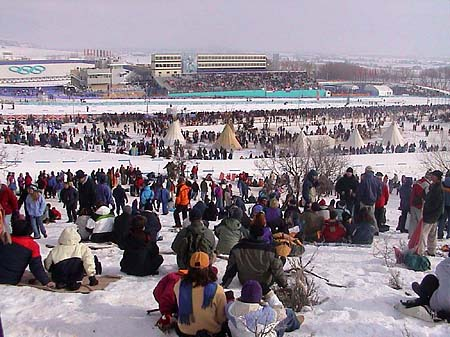
Soldier Hollow

Soldier Hollow – miejscowość wypoczynkowa w stanie Utah w USA w paśmie górskim Wasatch.
W trakcie Zimowych Igrzysk Olimpijskich w Salt Lake City w 2002 odbywały się tam zawody w biegach narciarskich i biathlonie oraz w kombinacji norweskiej.